# Selección juvenil de rugby de Tonga
La selección juvenil de rugby de Tonga es el equipo nacional de rugby regulado por Tonga Rugby Union (TRU).
La edad de sus integrantes varía en cada torneo, hoy, los mundiales son para menores de 20 años, denominándose a la selección Tonga U20, anteriormente existieron para menores de 19 y de 21. A cualquier equipo juvenil del país también se lo conoce como Junior ‘Ikale Tahi, de junior juvenil y ‘Ikale Tahi águilas de mar.

## Uniforme
La indumentaria principal consta de una camiseta roja con detalles blancos, short blanco y medias rojas similar a la que presenta la selección mayor. La indumentaria secundaria mayoritariamente es blanca.

## Palmarés
- Oceania Junior Trophy M20 (1): 2018

## Participación en copas
| - Mundial M21 2004: 12º puesto (último) - Nueva Zelanda 2000: 8º puesto (último) - Francia 2000: 4º puesto - Sudáfrica 2004: 5º puesto - Sudáfrica 2005: 4º puesto - EAU 2006: 2º puesto - Irlanda del Norte 2007: 5º puesto - Oceania Junior Trophy 2015: 2º puesto - Oceania Junior Trophy 2016: 2º puesto - Oceania Junior Trophy 2017: 2º puesto (último) - Oceania Junior Trophy 2018: Campeón (invicto) - Oceania Junior Trophy 2020: 2º puesto (último) - Oceania Junior Trophy 2022: 2º puesto (último) - Oceania M20 Challenge 2024: 4º puesto - Oceania M20 Challenge 2025: 4º puesto - Oceania Junior Championship 2018: 4º puesto (último) | - Gales 2008: 13º puesto - Japón 2009: 10º puesto - Argentina 2010: 11º puesto - Italia 2011: 12º puesto (último) - Estados Unidos 2012: 3º puesto - Chile 2013: 5º puesto - Hong Kong 2014: 2º puesto - Portugal 2015: 4º puesto - Zimbabue 2016: no clasificó - Uruguay 2017: no clasificó - Rumania 2018: no clasificó - Brasil 2019: 3º puesto - Kenia 2023: no clasificó - Escocia 2024: no clasificó - Tour de Australian Colts 1985: perdió (0 - 1) |